# Algoritmisk talteori
Algoritmisk talteori är en gren inom talteorin där algoritmer studeras. Snabba algoritmer för primtalstest och heltalsfaktorisering har utbredd tillämpning inom kryptografi.